# Sur le chemin du bonheur
Albums de Jean-Jacques Debout
Les chansons des guinguettes Jean-Jacques Debout chante Jean Gabin
Sur le chemin du bonheur est un album studio de Jean-Jacques Debout sorti le 15 juillet 2014.
Il contient vingt-deux titres dont trois inédits et dix-neuf reprises. Il est arrangé par Jacques Ferchit et Jacky Delance.

## Pistes
| No  | Titre                                      | Paroles                              | Musique                        | Durée |
| --- | ------------------------------------------ | ------------------------------------ | ------------------------------ | ----- |
| 1.  | Boum !                                     | Charles Trenet                       | Charles Trenet                 |       |
| 2.  | Qu'est-ce qu'on attend pour être heureux ? | André Hornez                         | Paul Misraki                   |       |
| 3.  | La Marche de Ménilmontant                  | Maurice Chevalier et Maurice Vandair | Charles Borel-Clerc            |       |
| 4.  | Je cherche après Titine                    | Marcel Bertal et Louis Maubon        | Léo Daniderff                  |       |
| 5.  | La Petite Tonkinoise                       | Henri Christiné et Georges Villard   | Vincent Scotto                 |       |
| 6.  | Douce France                               | Charles Trenet                       | Charles Trenet et Léo Chauliac |       |
| 7.  | Paris Canaille                             | Léo Ferré                            | Léo Ferré                      |       |
| 8.  | Fleur bleue                                | Charles Trenet                       | Charles Trenet                 |       |
| 9.  | Tout est au Duc                            | Charles Trenet                       | Philippe Parès                 |       |
| 10. | Dans la vie faut pas s'en faire            | Albert Willemetz                     | Henri Christiné                |       |
| 11. | Avoir un bon copain                        | Jean Boyer                           | Werner R. Heymann              |       |
| 12. | Voyage au Canada                           | Charles Trenet                       | Charles Trenet                 |       |
| 13. | Prosper                                    | Géo Koger et Vincent Telly           | Vincent Scotto                 |       |
| 14. | Le Soleil et la Lune                       | Charles Trenet                       | Charles Trenet                 |       |
| 15. | Moulin Rouge                               | Jacques Larue                        | Georges Auric                  |       |
| 16. | N'y pensez pas trop                        | Charles Trenet                       | Charles Trenet                 |       |
| 17. | J'ai rendez-vous avec vous                 | Georges Brassens                     | Georges Brassens               |       |
| 18. | Ah ! Si vous connaissiez ma poule          | Albert Willemetz et René Toché       | Charles Borel-Clerc            |       |
| 19. | Y'a d'la joie                              | Charles Trenet                       | Charles Trenet et Michel Emer  |       |
| 20. | On regarde le Tour de France               | Jean-Jacques Debout                  | Jacques Ferchit                |       |
| 21. | Faubourg Montmartre                        | Jean-Jacques Debout                  | Jacques Ferchit                |       |
| 22. | Sur le chemin du bonheur                   | Jean-Jacques Debout                  | Dominique Gorse                |       |